# FA Community Shield 2019
De  FA Community Shield 2019 (ook bekend als de McDonald's FA Community Shield om sponsorredenen) was de 97e FA Community Shield, een jaarlijkse Engelse voetbalwedstrijd georganiseerd door de Engelse voetbalbond (The Football Association) en werd gespeeld tussen de winnaars van de Premier League en de FA Cup van vorig seizoen. 
De wedstrijd werd gespeeld in het Wembley Stadium te Londen op 4 augustus 2019 door Manchester City, dat in het seizoen 2018/2019 de Premier League én de FA Cup won, en Liverpool, dat als tweede van de Premier League was geëindigd. Manchester City had daarnaast de League Cup gewonnen, waarmee het beslag legde op een zeldzame treble. Na strafschoppen won Manchester City de supercup (4–5). Manchester City verloor wel zijn Duitse smaakmaker Leroy Sané door een blessure aan de kruisbanden. Sané moest na 13 minuten worden gewisseld. Gabriel Jesus verving hem als diepe spits. Sané vierde zijn rentree pas nadat de als gevolg van de coronacrisis stilgelegde Premier League in juni 2020 werd hervat. De Nederlanders Virgil van Dijk en Gini Wijnaldum en de Belg Divock Origi startten bij Liverpool. Een gemiste strafschop van Wijnaldum was cruciaal, aangezien Wijnaldum de enige speler was die een strafschop miste. De Belg Kevin De Bruyne verscheen aan de aftrap bij Manchester City. Bij deze wedstrijd zat de Belgische doelman Simon Mignolet nog gewoon op de bank aan de kant van Liverpool, als doublure voor Alisson Becker. Enkele dagen later keerde Mignolet terug naar België en tekende een contract bij Club Brugge. 

## Wedstrijd
|                             |                                                    |         |                                                  |                                                                                               |
| 4 augustus 2019 15:00 UTC+1 | Liverpool                                          | 1–1     | Manchester City                                  | Wembley Stadium, Londen Toeschouwers: 77.565 Scheidsrechter: Martin Atkinson (West Yorkshire) |
| 4 augustus 2019 15:00 UTC+1 | Matip 77'                                          | Verslag | Sterling 12'                                     | Wembley Stadium, Londen Toeschouwers: 77.565 Scheidsrechter: Martin Atkinson (West Yorkshire) |
| 4 augustus 2019 15:00 UTC+1 | Strafschoppen                                      |         |                                                  | Wembley Stadium, Londen Toeschouwers: 77.565 Scheidsrechter: Martin Atkinson (West Yorkshire) |
| 4 augustus 2019 15:00 UTC+1 | Shaqiri Wijnaldum Lallana Oxlade-Chamberlain Salah | 4–5     | Gündoğan B. Silva Foden Zintsjenko Gabriel Jesus | Wembley Stadium, Londen Toeschouwers: 77.565 Scheidsrechter: Martin Atkinson (West Yorkshire) |

| Liverpool | Manchester City |

| GK             | 1  | Alisson Becker          |  |     |
| RB             | 66 | Trent Alexander-Arnold  |  | 67' |
| CB             | 12 | Joe Gomez               |  |     |
| CB             | 4  | Virgil van Dijk         |  |     |
| LB             | 26 | Andrew Robertson        |  |     |
| CM             | 14 | Jordan Henderson        |  | 79' |
| CM             | 3  | Fabinho                 |  | 67' |
| CM             | 5  | Georginio Wijnaldum     |  |     |
| RF             | 11 | Mohamed Salah           |  |     |
| CF             | 9  | Roberto Firmino         |  | 79' |
| LF             | 27 | Divock Origi            |  | 79' |
| Wisselspelers: |    |                         |  |     |
| GK             | 22 | Simon Mignolet          |  |     |
| DF             | 6  | Dejan Lovren            |  |     |
| DF             | 32 | Joël Matip              |  | 67' |
| MF             | 8  | Naby Keïta              |  | 67' |
| MF             | 15 | Alex Oxlade-Chamberlain |  | 79' |
| MF             | 20 | Adam Lallana            |  | 79' |
| MF             | 23 | Xherdan Shaqiri         |  | 79' |
| Coach:         |    |                         |  |     |
| Jürgen Klopp   |    |                         |  |     |

| GK             | 1             | Claudio Bravo        |     |     |
| RB             | 2             | Kyle Walker          |     |     |
| CB             | 5             | John Stones          |     |     |
| CB             | 30            | Nicolás Otamendi     |     |     |
| LB             | 11            | Oleksandr Zintsjenko |     |     |
| CM             | 17            | Kevin De Bruyne      | 33' | 89' |
| CM             | 16            | Rodri                |     |     |
| CM             | 21            | David Silva          |     | 61' |
| RF             | 20            | Bernardo Silva       |     |     |
| CF             | 7             | Raheem Sterling      |     |     |
| LF             | 19            | Leroy Sané           |     | 13' |
| Wisselspelers: |               |                      |     |     |
| GK             | 31            | Ederson              |     |     |
| DF             | 12            | Angeliño             |     |     |
| DF             | 50            | Eric García          |     |     |
| MF             | 8             | İlkay Gündoğan       |     | 61' |
| MF             | 47            | Phil Foden           |     | 89' |
| FW             | 9             | Gabriel Jesus        |     | 13' |
| FW             | 10            | Sergio Agüero        |     |     |
| Coach:         |               |                      |     |     |
| Pep Guardiola  | Pep Guardiola | Pep Guardiola        | 42' |     |